# 卡夫塔舍拉羅國家公園
13°59′58.92″N 37°00′1.08″E / 13.9997000°N 37.0003000°E
卡夫塔舍拉羅國家公園是埃塞俄比亞的國家公園，位於該國北部提格雷州，始建於2007年，面積5,000平方公里，有獅子、非洲豹、獰貓、土豚、扭角林羚、馬羚、赤額瞪羚等野生動物棲息。